# Anchistrotos kojimensis
Anchistrotos kojimensis is een eenoogkreeftjessoort uit de familie van de Taeniacanthidae. De wetenschappelijke naam van de soort is voor het eerst geldig gepubliceerd in 1983 door Do & Ho.